# Sant Pelegrí de les Planes d'Hostoles
Sant Pelegrí de les Planes d'Hostoles és una església del poble de Cogolls, al municipi de les Planes d'Hostoles (Garrotxa), inclosa a l'Inventari del Patrimoni Arquitectònic de Catalunya.

## Descripció
Església de petites dimensions d'una sola nau amb ábsis semicircular. La construcció es feta de maçoneria amb pocs elements decoratius. Teulada a dos vessants perpendiculars a la façana principal.